# 더 킹 오브 파이터즈 XV
《더 킹 오브 파이터즈 XV》(The King of Fighters XV, 약칭 KOF XV) 은 SNK가 제작한 대전 격투 게임으로, 《더 킹 오브 파이터즈》 시리즈의 열다섯 번째 작품이다. 2022년 2월 17일 플레이스테이션 4, 플레이스테이션 5, 엑스박스 시리즈 X/S 및 마이크로소프트 윈도우 플랫폼으로 전세계에 동시발매됐다.

## 게임플레이
《더 킹 오브 파이터즈 XV》는 전작과 마찬가지로 3인이 1조를 이뤄 상대방과 겨루는 전투 시스템에 기반한다.

## 등장인물
출시 당시 《더 킹 오브 파이터즈 XV》는 3인으로 이뤄진 조가 13종이 있는 총 39명의 플레이어 캐릭터가 있었다. 추가 캐릭터는 시즌 형식의 유료 다운로드 가능 컨텐츠로 발매됐다. 시즌 1은 4팀으로 구성된 총 12명으로 구성됐다. 시즌 2는 6명의 개인 플레이어 캐릭터를 추가했다.

### 초기 캐릭터
| 일본 팀                                   | 삼신기 팀                                     | 아랑전설 팀                                       | 오로치 팀                                | 용호의 권 팀                         |
| ----------------------------------------- | --------------------------------------------- | ------------------------------------------------- | ---------------------------------------- | ------------------------------------ |
| - 슌에이 - 메이텐쿤 - 니카이도 베니마루   | - 쿠사나기 쿄 - 야가미 이오리 - 카구라 치즈루 | - 테리 보가드 - 앤디 보가드 - 조 히가시           | - 나나카세 야시로 - 셸미 - 크리스        | - 료 사카자키 - 로버트 가르시아 - 킹 |
| 이카리 워리어즈 팀                        | 시크릿 에이전트 팀                            | 슈퍼 히로인 팀                                    | G.A.W. 팀                                | 라이벌 팀                            |
| - 랄프 존스 - 클락 스틸 - 레오나 하이데른 | - 블루 마리 - 바네사 - 루온                   | - 아사미야 아테나 - 시라누이 마이 - 유리 사카자키 | - 안토노프 - 라몬 - 킹 오브 다이노소어스 | - 이슬라 - 하이데른 - 돌로레스       |
| K' 팀                                     | 크로닌 팀                                     | 애쉬 팀                                           | 보스 (플레이 불가)                       | 보스 (플레이 불가)                   |
| - K' - 맥시마 - 윕                        | - 크로닌 맥도걸 - 쿨라 다이아몬드 - 앙헬      | - 애쉬 크림슨 - 엘리자베트 블랑토르셰 - 쿠크리    | - 리 버스 - 오토마 라가                  | - 리 버스 - 오토마 라가              |

### DLC 캐릭터

#### 시즌 1
가로우 팀
- 락 하워드
- B. 제니
- 가토

사우스 타운 팀
- 기스 하워드
- 빌리 칸
- 야마자키 류지

각성 오로치 팀
- 오로치 야시로
- 오로치 셸미
- 오로치 크리스

사무라이 팀
- 하오마루
- 나코루루
- 달리 대거

#### 개인 캐릭터 / 시즌 2 / 시즌 3
무료 업데이트
- 오메가 루갈
- 게닛츠

유료 (시즌 2)
- 야부키 신고[5]
- 김갑환[5]
- 실비 폴라 폴라
- 나즈드
- 듀오론

유료 (시즌 3)
- 매츄어
- 바이스

## 출시
2021년 6월, SNK는 일본에서의 코로나19 범유행에 대한 우려로 출시를 2022년 1분기로 연기한다고 발표했다.

## 반응
《더 킹 오브 파이터즈 XV》은 리뷰 애그리게이터 웹사이트 메타크리틱에 따르면 "대체적으로 긍정적인 평가"를 받았다.
특히 출전 캐릭터 부분에서 큰 호평을 받았는데 넣어야 할 캐릭터는 넣고 빼야 할 캐릭터는 뺀 것이 가장 큰 장점이다. 루갈 번스타인, 하이데른, 게닛츠, 매츄어, 바이스, 김갑환 등 인기 캐릭터는 출장시킨 반면 KOF에서 가장 인기가 없는 팀인 사이코 솔저 팀(아사미야 아테나 시이 켄수, 친 겐사이, 바오, 모모코)은 팀 전체를 통째로 제외시켰으며 제너두, 최번개, 반데라스 핫토리 같은 비인기 캐릭터 역시 제외시켰다. 단, 사이코 솔저 팀에서 아사미야 아테나만 살려서 여성팀으로 편입시켰으며 여성팀에서 킹을 용호의권 팀으로 옮겼다.